# Мачеха (фильм, 1958)
«Мачеха» (азерб. Ögey ana) — художественный фильм, снятый на Бакинской киностудии в 1958 году режиссёром Абибом Исмайловым. Съёмки фильма велись в селе Галаджыг Исмаиллинского района. В фильме повествуется о том, как Диларе, мачехе Исмаила, удаётся завоевать любовь своего пасынка, для чего им обоим пришлось пройти трудное испытание.

## Сюжет
В одно из азербайджанских сёл, где живёт юный Исмаил (играет Джейхун Мирзоев), отец приводит жену Диляру (играет Наджиба Меликова), которая работает врачом, и её дочь Джамилю, ровесницу и сводную сестру Исмаила. Исмаил — известный озорник в селе и всё время дразнит Джамилю, а мачеху не любит. Но ещё больше он начинает её ненавидеть после того, как Диляра показывает его отцу школьный дневник Исмаила, в котором одни двойки. За это отец Исмаила, Ариф (играет Фатех Фатуллаев) не берёт Исмаила с собой в горы, где он руководит строительством дороги.
Однажды Исмаил подбрасывает Джамиле летучую мышь, за то, что та пожаловалась на него маме. Диляра, узнав об этом, наказывает непослушного мальчика.
Мнение Исмаила о мачехе начинает меняться, когда он видит, как она спасла жизнь тяжело больному человеку. Он тайком делает уроки и постепенно привыкает к новой "маме". Во время очередной детской забавы - в игру наперегонки - Исмаил предлагает Джамиле перейти через речку, и девочка, упав в воду, тяжело простужается. Исмаила мучает совесть. Но тут он вспоминает, как его лечила его бабушка (играет Агигат Рзаева), напоив чаем из шиповника, растущего в горах. Исмаил мчится в горы, не зная, что там проводятся взрывные работы по строительству дороги. Диляра узнаёт о том, куда побежал Исмаил, и бежит за ним, но не успевает. Во время взрыва Исмаил получает тяжёлое ранение. Потеряв очень много крови, Исмаил находится на грани смерти. Но Диляра делает ему переливание крови, тем самым сохранив ему жизнь. Очнувшись, Исмаил обнимает Диляру, назвав её мамой, а не мачехой, как он это делал раньше.

## Награды
В проходившем в Киеве в 1959 году Всесоюзном кинофестивале фильм был удостоен третьей премии.

## Связь с фильмом «Крик»
В фильме «Крик», снятом в 1993 году, Джейхун Мирзоев играл уже выросшего Исмаила, ныне командира батальона, сражающегося в Карабахе за территориальную целостность Азербайджана. В этом фильме, в то время, когда жена Исмаила вместе с его маленьким сыном провожают мужа на войну, идут кадры из фильма «Мачеха», где юный Исмаил, провожая отца на строительные работы, плачет из-за того, что тот не взял его с собой. Интересным является и тот факт, что фильм «Мачеха» является первой актёрской работой Джейхуна Мирзоева, а «Крик» — последней.

## Актёры
- Джейхун Мирзоев — Исмаил
- Наджиба Меликова — Диляра, мачеха Исмаила
- Фатех Фатуллаев — Ариф, отец Исмаила
- Джейхун Шарифов — Дадаш
- Севиндж Ахундова — Джамиля
- Фархад Бакиханов — Самед
- Алескер Алекперов — Гусейн-даи
- Агигат Рзаева — Гамер, бабушка Исмаила, тёща Арифа
- Азиза Мамедова — Солмаз
- Гаджи Мурад Ягиазаров — Аяз
- Насиба Зейналова — Фатьманиса, свекровь Гамер
- Али Курбанов — Курбанали
- Алекпер Гусейн-заде — отец Аяза
- Шафига Касимова — Зейнаб (в титрах — Ш. Касумова)
- Чингиз Шарифов — Дадаш
- Фазиль Салаев — селянин (нет в титрах)